# Kelvin Jack
Kelvin Jack   (Arima, 29 d'abril de 1976) és un exfutbolista de Trinitat i Tobago de la dècada de 1990.
Fou 33 cops internacional amb la selecció de Trinitat i Tobago.
Pel que fa a clubs, destacà a Reading, Dundee, i Southend United.